# Новопетровка (Шаранський район)
Новопетро́вка (рос. Новопетровка, башк. Яңы Петровка) — присілок у складі Шаранського району Башкортостану, Росія. Входить до складу Мічурінської сільської ради.
Населення — 40 осіб (2010; 43 у 2002).
Національний склад:
- чуваші — 91 %